# インドネシアによる東ティモール侵攻
インドネシアによる東ティモール侵攻（インドネシアによるひがしティモールしんこう）は、1975年12月7日にインドネシア軍によって開始された侵攻である。
東ティモールは長らくポルトガル領であったが、1974年4月にポルトガルで生じた政変を機に独立の機運が高まり、1975年11月28日、東ティモール独立革命戦線が東ティモール民主共和国の独立を宣言。これに対しインドネシアが併合を目論んで行ったのがこの侵攻であるが、口実としては脱植民地化および反共主義を挙げていた。
侵攻後、インドネシア軍は速やかに東ティモールの主要都市を制圧し東ティモール暫定政府を設置。1976年7月17日にはインドネシアの「第27番目の州」として正式に併合した。この併合を承認したのはオーストラリアのみで、国際的には無視された。国際連合は批判的な決議をおこなったものの具体的な動きはなく、結果24年間にわたって占領が続いた。1998年のスハルト大統領の失脚を契機として再び東ティモール独立に向けての動きがみられ、1999年の住民投票を経て、2002年5月20日、東ティモール民主共和国が正式に独立した。
東ティモール受容真実和解委員会の最終報告書では、1974年から1999年の占領期間に東ティモールにおける紛争関連で死亡した人数は、戦闘行為による死亡が約18,600人、病気や飢餓による死亡が約84,200人で、少なくとも102,000人、最大183,000人と推定している。

## 背景
1904年、ティモール島は東西に分割され西ティモールはオランダ領、東ティモールはポルトガル王国領となった。第二次世界大戦中は一時的に全島が日本の支配下となったが、大戦後は西ティモールはインドネシアの一部となり、東ティモールはポルトガル（エスタド・ノヴォ）領となっていた。
1974年4月、宗主国ポルトガルで軍事クーデターが発生し政権が転覆（カーネーション革命）。それまで弾圧されていたポルトガル共産党が政治の場に復帰することとなった。
東ティモールでは即時独立を目指す東ティモール独立革命戦線（フレティリン）、ポルトガルとの連携存続を唱えるティモール民主連合（UDT）、およびインドネシアとの合併を目ざすティモール民主人民協会（APODETI）などの政党が乱立した。UDTはエリート層や高年齢層に支持され、フレティリンは若年者層の支持を受けた。フレティリンとUDTは1975年1月に連携関係を締結。フレティリンの支持は拡大し、独立への機運が高まった。これに対しインドネシア政府はフレティリンが共産主義に傾倒しているとするプロパガンダを行った。フレティリンとUDTの連携は5月に解消された。
ポルトガル新政権は内政問題やアンゴラ、モザンビークなどの旧植民地問題で手いっぱいであった。1975年7月、ポルトガルは東ティモールの人々が将来を自決するための国民議会選挙を含むスケジュールを示した。
1975年8月、フレティリンがクーデターを画策しているとのインドネシア当局筋からの情報を受けたUDTがクーデターを試み、これをきっかけとして内戦状態となった。結果はフレティリンが勝利し、9月上旬には東ティモール全土を掌握した。ポルトガルは総督ほか行政官や軍人がディリ沖合の小島へ退避し、東ティモールにおける統治能力を喪失していた。11月28日、フレティリンは東ティモール民主共和国の独立を宣言。この独立はモザンビークなどの旧ポルトガル植民地4か国と中国が承認した。敗れたUDTはインドネシアへの併合推進の立場に転向した。

### インドネシアの対応
カーネーション革命後、インドネシア政府は東ティモールの独立を支援する用意があることを示したが、ほどなくして東ティモールを併合することに関心を持つようになった。この理由として、独立した東ティモールが非友好的な政府の拠点として利用される恐れ、またインドネシア国内の他の分離独立運動に拍車をかける恐れがあったことが挙げられている。軍部の強硬派は統合派のAPODETIを資金面で支援したが、フレティリンやUDTのような支持は得られなかった。

## 侵攻
インドネシアは本格的な侵攻を見据え、1975年10月16日からベニー・ムルダニ少将の総指揮下で数千人規模の兵員による軍事介入を開始した。オーストラリアのジャーナリスト5人が殺害された事件が発生したのもこの時期である。
11月28日の東ティモール民主共和国の独立宣言を受け、インドネシアは併合派のUDTおよびAPODETIに働きかけ東ティモールのインドネシアへの併合を求める「バリボ宣言」を発表させた。
東ティモール民主共和国の独立は旧ポルトガル領植民地のモザンビークなど4か国と中国が承認したのみで、国際的に広い支持は得られていなかった。オーストラリアは前政権の方針を維持するとの総督との誓約に従い、ポルトガルを引き続き主権者とみなした。12月6日にアメリカ合衆国のジェラルド・フォード大統領、ヘンリー・キッシンジャー国務長官がインドネシアのスハルト大統領と会談し、軍事介入に理解を示した。

### 本格侵攻
12月7日早朝より、インドネシアの陸海空軍による東ティモールへの本格侵攻が開始された。セロージャ作戦（Operasi Seroja、セロージャはハスの意）と名付けられたこの侵攻は、インドネシア独立以来最大の軍事作戦となった。海軍によるディリへの砲撃に続いて、インドネシアの海上部隊が都市に上陸し、並行して641人の空挺部隊が降下した。全体で1万人の兵が投入され、昼までにインドネシア軍はディリを占領した。
12月10日、2回目の侵攻で東ティモール第二の都市バウカウの占領に成功。その後も1万人規模の侵攻を継続し、クリスマスまでにリクイサとマウバラを確保した。
12日、国際連合総会において、ポルトガル領ティモール住民の民族自決権の尊重を求め、当事者に協議を通した平和解決を促し、インドネシアの軍事介入を非難して即時撤退を求める内容の総会決議3485を採決した。この決議の採決には、インドネシアだけでなくシンガポール以外のASEAN加盟国及び日本など計10か国が反対し、また米国やニュージーランド、シンガポールなど計43か国が棄権していた。
12月22日、国際連合安全保障理事会決議384を全会一致で可決した。同決議は総会決議3485と同様の内容に加えて、国連事務総長に、事実調査と全当事者との接触を目的とする特使の現地派遣と提言提出を求める内容であった。国連事務総長のクルト・ヴァルトハイムは、国連ジュネーブ事務局長のヴィットリオ・ウインスピア（Vittorio Winspeare Guicciardi）を特使として選任。焦点は特使が東ティモールでフレティリンの指導者と接触できるか否かにあった。ところがスハルト政権は国連特使による現地視察の妨害を早くから準備していた。まず12月17日、APODETI代表のアラウジョを首長として東ティモール暫定政府を設置した。これは実質的にインドネシアの傀儡政権であった。1976年1月には東ティモールへ2万人規模の増派を行った。
1976年1月15日、ウインスピア特使はジャカルタに到着しスハルト大統領らと会談した。19日に西ティモールに移動し暫定政府関係者と面会し、可能な限り多くの場所を訪問する要望を伝え、20日から22日にはディリやバウカウなど、東ティモールの数都市を視察した。しかし暫定政府は、天候や移動手段などを理由に挙げてそれ以外の訪問を拒否し、自由移動も認めなかった。こうして特使一行は併合派の主張だけを聞いてジャカルタに帰還した形となった。結局、国連安保理では6月以降この問題を審議することはなく、インドネシアによる東ティモールの軍事併合は放置されることとなった。
1976年4月までに、インドネシアは東ティモールに35,000人の兵士を、さらに1万人をインドネシア領西ティモールに待機させた。これらの兵力の大部分はインドネシアの精鋭部隊で構成されていた。これに対し、フレティリンは正規兵2,500人、非正規兵7,000人、予備役1万人の計2万人を動員した。
1976年7月17日、スハルト政権は東ティモールをインドネシアの「第27番目の州（東ティモール州）」として併合することを公式に宣言した。この併合は国際的には無視されたが、1978年1月にオーストラリアが留保付きで承認した。
スハルトは8月に「フレティリンはまだ力を持っている」と認め、インドネシア情報機関は9月、フレティリンのゲリラがまだ5,000人いると推定した。
1977年、アメリカ製の攻撃機OV-10がインドネシア軍によって導入され、東ティモール側はますます劣勢となった。1977年9月から1979年3月にかけては「包囲殲滅作戦」と称した徹底的な軍事作戦を展開した。
1978年12月31日、侵攻初日より東ティモール第2代大統領を務めていたニコラウ・ドス・レイス・ロバトがインドネシア軍により殺害された。優秀な司令官でもあったロバトを失った東ティモールの軍事行動はこれ以降、かろうじて拠点を有する山岳地帯に限られることとなった。

### 24年間の占領と東ティモールの独立
併合下の東ティモールでは、インドネシアによる強権的支配が行われた一方、国連をはじめとする国際世論に助けられ、フレティリンによる武装抵抗が続いた。
1997年、タイのバーツ急落に端を発した通貨危機が波及しインドネシアも経済危機に直面した。スハルトは国際通貨基金から3,300万ドルに及ぶ支援を受ける条件として、一族が関与する独占企業の廃止や、非生産的な大プロジェクトの撤回を迫られた。国民の不満を誘発し、各地で抗議デモや暴動が相次いだことにより、1998年5月にスハルトは退陣を余儀なくされユスフ・ハビビが大統領を引き継いだ。
ハビビは就任後間もなくして東ティモール住民に対し自治拡大を提案。1999年1月には東ティモール住民が拡大自治案を拒否した場合には独立を容認するという方針を打ち出した。同年5月、インドネシア、ポルトガル、国連の間で拡大自治案受け入れに関し東ティモール住民による直接投票で民意を確認することで合意した。
1999年6月、国連安保理は住民投票支援のため国際連合東ティモール・ミッション（UNAMET）を設立。
同年8月、住民投票が行われ、東ティモール住民の78.5％が拡大自治案を拒否し独立を選択した。
投票結果発表直後、結果を不満とする統合派の武装組織によって武力紛争が発生し、26万人もの難民が発生した。これを受けて同年9月15日、国連安保理決議により同地における平和と安全の回復等を任務とする多国籍軍東ティモール国際軍（INTERFET）が設立。多国籍軍の展開後、統合派の武装組織は西チモールへ逃亡したが、その後武装闘争を放棄する旨を宣言し自ら解体した。
10月、国際連合東ティモール暫定行政機構（UNTAET）が設立。
2001年8月、制憲議会選挙を実施。9月、第二次暫定内閣が発足。
2002年4月の大統領選挙を経て、同年5月20日、東ティモール民主共和国が正式に独立。この年、22万人以上の難民が帰還を果たした。

## 被害

### 民間人の虐殺
1975年侵攻直後から、民間人に対する虐殺行為が報告された。12月8日にはオーストラリアのジャーナリストロジャー・イーストがディリの埠頭で頭部への銃撃により殺害された。遺体は海に落ち、回収されることはなかった。
1976年2月、東ティモール暫定政府副代表ロペス・ダ・クルスは、6万人の東ティモール住民が死亡し、そのほとんどが民間人であると述べた。
1979年、米国国際開発庁は、人口の約半分に当たる30万人もの東ティモールの人々がインドネシア軍の設置した収容所に移動させられたと推定した。
国連はインドネシアによる占領期間中に、クララス（1983年8月）、サンタクルス事件（1991年11月）、マウバラとリクイサ（1999年4月）、ディリ（1999年4月）などの虐殺事件を記録している。

### 被害者総数

#### 東ティモール
正確な被害者総数は不明であるが、いくつかの推計がなされている。
2001年に設置された東ティモール受容真実和解委員会（CAVR）は、1974年から1999年の期間に東ティモールにおける紛争関連で死亡した人数について、戦闘行為による死亡が約18,600人、病気や飢餓による死亡が約84,200人で、少なくとも102,000人、最大183,000人と推定している。
2006年に発表された研究では、行方不明となった人数は、1975年の占領後の最初の5年間で13万人、その後の20年間では5万人以下であった。1974年から1999年の期間における東ティモールの超過死亡者数は、控えめに見積もって15万から22万人と推定した。

#### インドネシア
インドネシア軍の死傷者数もはっきりしていない。1999年にウィラント国防相は最初の5年間で3,700人の兵が死亡したと述べた。AP通信は、1999年までの占領期間に5,000人から1万人のインドネシア兵が死亡したと伝えている。2005年の軍の発表では、1999年までの占領期間に正規兵2,100人、非正規兵1,500人が死亡した。

## 各国の反応
- ポルトガル：1975年12月7日の軍事侵攻開始後、ポルトガル政府は直ちにインドネシアとの断交を発表した。インドネシアのティモールへの軍事介入の即時終結と、民族自決と交渉に基づく非植民地化問題の解決を求め、国連安全保障理事会の開催を要請した[12]。

- オーストラリア：本格侵攻に先立つ1975年10月のバリボ（英語版）攻撃、また12月7日の本格侵攻に関して、あらかじめインドネシアから通知を受けていたが黙認していた[1]。1976年7月17日のインドネシアによる東ティモール併合を承認した唯一の国である[1]。併合承認に踏み切った背景として、近隣の大国であるインドネシアからの外交圧力、海底油田権益に関心を持つ企業によるロビー活動などが挙げられている[13]。

- アメリカ合衆国：侵攻直前にジェラルド・フォード大統領、ヘンリー・キッシンジャー国務長官がインドネシアを訪れスハルト大統領と会談し、事実上のゴーサインを与えたとみなされている[28]。フォードらは、スハルトに対して、自分達は侵攻に反対しないと保証するために多大な労力を費やした。フォードの態度は明確で、「私達はあなたのことを理解しているし、あなたにこの問題についてプレッシャーをかけるつもりはない。」と発言した[2]。
アメリカは、1975年から1983年のインドネシアの残虐行為に関する信頼できる報告を考慮しなかったか、もしくは隠していた。1975年の10月8日のスタッフミーティングにおいて、キッシンジャー国務長官は「インドネシアがティモールに攻撃を始めたようです」、そう報告を受けた。キッシンジャー氏は、「あなたはこの問題に関して口を閉じることになると私は思う」、そうとだけ答えた[29]。
ダニエル・パトリック・モイニハン氏は、（インドネシアによる東ティモール侵攻）当時、アメリカの国連大使であった。彼は伝記の中でこう書いている。「国務省は、国連がどんな手段を行っても全く効果が無いということを理解することを望んでいた。この仕事は私に与えられたが、私はその仕事を推し進め、小さくはない成功を収めた」。後にモイニハンは、アメリカ国連大使として、自分は東ティモールに対する、恥知らずな冷戦政策を擁護していたと認めた[30]。
また、侵攻にあたってインドネシア軍が使用した武器の多くが米国製であった[2]。侵攻後は一時的に武器売却を延期したが、その後OV-10ブロンコを含む軍備売却を行っている[28]。アメリカ国務省は法律で求められるように、自衛目的では（武器が）使われてはいなかったので、東ティモール侵攻はアメリカが提供した軍事装備の違法使用を含んでいることを完全に理解していた[2]。侵攻は完全にアメリカからの資金提供と、武器供与によるものだった。CIAは、侵攻にあたってインドネシアが使用した武器のうち、約95%がアメリカによって供与されたものであったという概算を出した。
1977年から1979年の間に、カーター政権はインドネシアに対するアメリカの軍事的な援助と物品販売を2倍以上に増加させた。大規模な殺人、数十万人の人々の強制的な難民化、数万人を殺害した飢餓や病気を含む、インドネシアが実行した残虐行為が大量虐殺へとエスカレートしていた、まさにその時に武器供与を倍増させた。
1977年の春、国務長官補佐のリチャード・ホルブルークと彼の部下達は議会に嘘をつき、「インドネシアは東ティモールを効果的に統治し、状況は穏やかであり、亡くなった人たちの大半はインドネシアによる侵攻の前に亡くなった。」と発言した。政権内にいる人権擁護派の人達と一部の議員が、東ティモールで継続している人道危機を理由に、インドネシアに対する武器の販売と援助を停止するようにカーター政権に対して呼びかけていたときに、武器の援助と販売を拡大し続けることを正当化するために、彼らはこれらの嘘を用いた。
CIAは1977年春と1978年にカーター政権に対して、東ティモールにおける爆撃の激化によってインドネシアが武器を使い果たしてしまい、戦争をより効果的に遂行するために、スハルト政権が武器援助の倍増を要求していると伝えた。カーター政権は本当に武器販売を増やした。販売された武器には、A-4地上攻撃戦闘機など、東ティモールの無防備な市民を爆撃するために使われることになると政権が知っていたものも含まれていた[31]。